# Schnellfahrstrecke Xi’an–Yan’an
Die Bahnstrecke Xi’an–Yan’an ist eine projektierte Schnellfahrstrecke in der Volksrepublik China zwischen den Städten Xi’an, Hauptstadt der chinesischen Provinz Shaanxi, und Yan’an im Norden der Provinz.

## Geschichte
Die Nationale Entwicklungs- und Reformkommission hat den Bau der Strecke am 26. Dezember 2018 genehmigt. Im Januar 2020 begann der Bau eines wichtigen Verbindungstunnels. Die Eröffnung der Strecke ist für Oktober 2025 geplant.

## Parameter
Die elektrifizierte, Strecke soll 292 km lang werden. Die veranschlagten Kosten für den Bau belaufen sich auf 55,2 Mrd. Renminbi (7,1 Mrd. Euro).